# Poliéster

Grupo éster (azul) que define os poliésteres

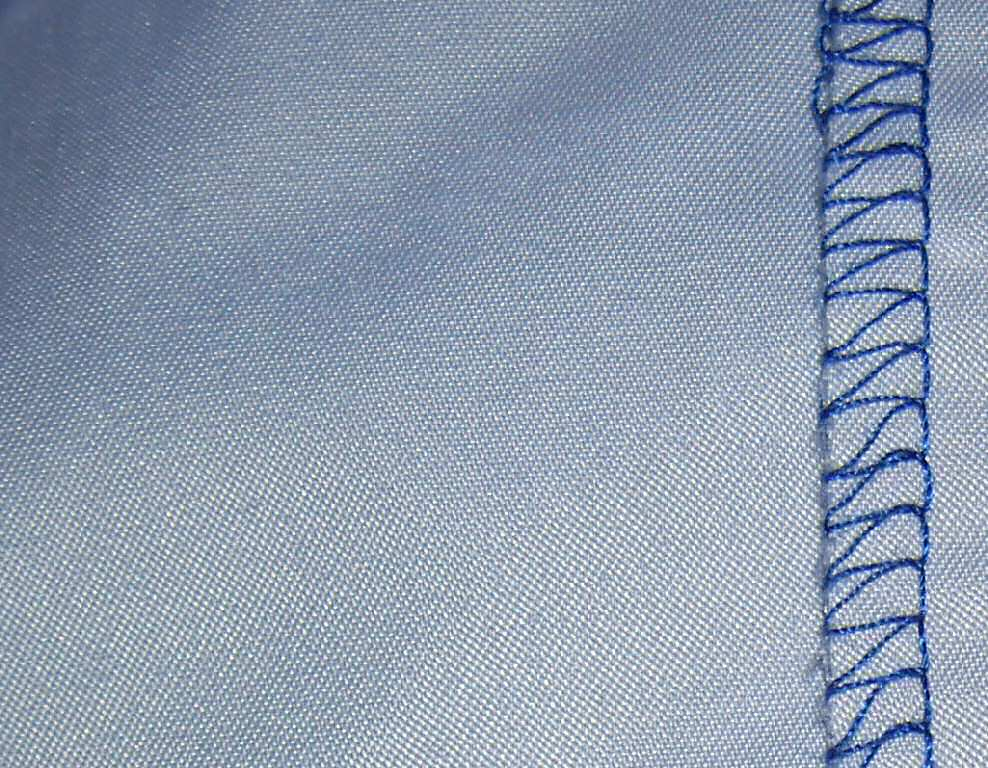
Close-up de uma camisa de poliéster

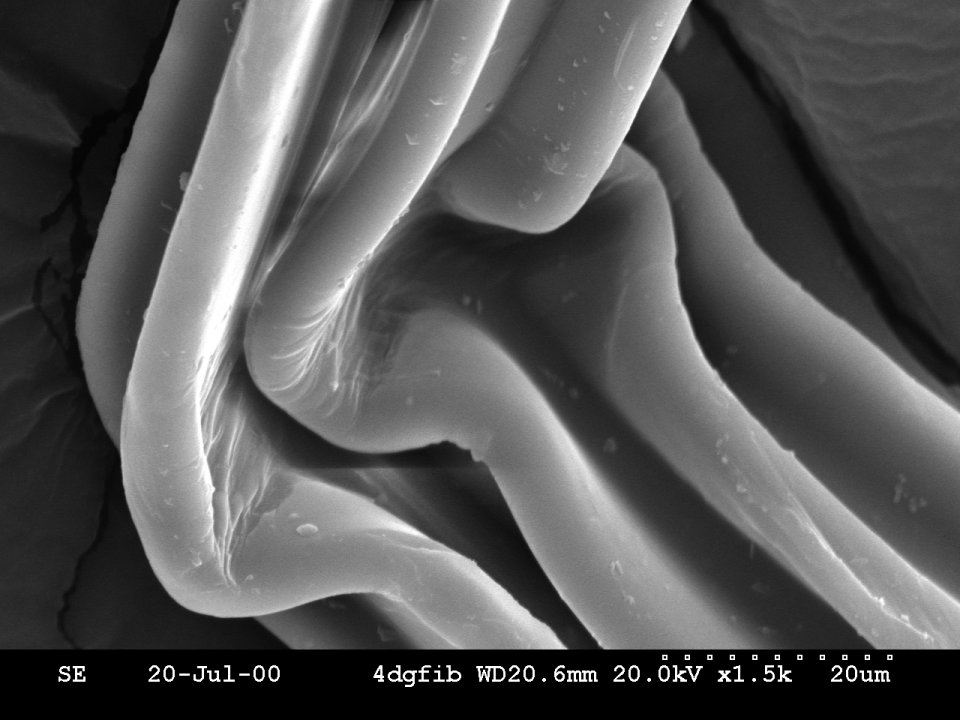
Imagem MEV de uma dobra em uma fibra de poliéster de área de alta superfície com uma seção transversal de sete lóbulos

Poliéster é uma categoria de polímeros que contém o grupo funcional éster em cada unidade repetida de sua cadeia principal. Como um material específico, refere-se mais comumente a um tipo chamado politereftalato de etileno (PET). Os poliésteres incluem produtos químicos que ocorrem naturalmente, como em plantas e insetos, bem como sintéticos, como polibutirato. Os poliésteres naturais e alguns sintéticos são biodegradáveis, mas a maioria dos poliésteres sintéticos não o são. Os poliésteres sintéticos são amplamente utilizados em roupas.
As fibras de poliéster às vezes são fiadas junto com fibras naturais para produzir um tecido com propriedades misturadas. As misturas algodão-poliéster podem ser fortes, resistentes a rugas e rasgos e reduzem o encolhimento. As fibras sintéticas que utilizam poliéster têm alta resistência à água, ao vento e ao meio ambiente em comparação com as fibras derivadas de plantas. Eles são menos resistentes ao fogo e podem derreter quando inflamados.
Os poliésteres de cristal líquido estão entre os primeiros polímeros de cristal líquido usados industrialmente. Eles são usados por suas propriedades mecânicas e resistência ao calor. Essas características também são importantes em sua aplicação como vedação abradável em motores a jato.

## Usos e aplicações
Tecidos ou malhas de fios ou fios de poliéster são amplamente utilizados em vestuário e artigos de decoração, desde camisas e calças até jaquetas e chapéus, lençóis, cobertores, móveis estofados e tapetes de rato de computador. Fibras, fios e cordas industriais de poliéster são utilizados em reforços de pneus de automóveis, tecidos para esteiras transportadoras, cintos de segurança, tecidos revestidos e reforços plásticos com alta absorção de energia. A fibra de poliéster é usada como material de amortecimento e isolante em travesseiros, edredons e estofados. Os tecidos de poliéster são altamente resistentes a manchas, pois o poliéster é um material hidrofóbico, dificultando a absorção de líquidos. A única classe de corantes que pode ser usada para alterar a cor do tecido de poliéster são os chamados corantes dispersos.
Os poliésteres também são usados para fazer garrafas, filmes, lonas, velas (Dacron), canoas, displays de cristal líquido, hologramas, filtros, filme dielétrico para capacitores, filme isolante para fios e fitas isolantes. Os poliésteres são amplamente utilizados como acabamento em produtos de madeira de alta qualidade, como guitarras, pianos e interiores de veículos/iates. As propriedades tixotrópicas dos poliésteres aplicáveis por pulverização os tornam ideais para uso em madeiras de grão aberto, pois podem preencher rapidamente os grãos da madeira, com uma espessura de filme de alta espessura por demão. Pode ser usado para vestidos da moda, mas é mais admirado por sua capacidade de resistir ao enrugamento e ao encolhimento ao lavar o produto. A sua resistência faz com que seja uma escolha frequente para o vestuário infantil. O poliéster é frequentemente misturado com outras fibras, como o algodão, para obter o melhor dos dois mundos. Os poliésteres curados podem ser lixados e polidos para um acabamento durável e de alto brilho.

## História
Em 1926, a EI du Pont de Nemours and Co., com sede nos Estados Unidos, começou a pesquisar moléculas grandes e fibras sintéticas. Esta pesquisa inicial, liderada por W. H. Carothers, centrou-se no que se tornou o náilon, que foi uma das primeiras fibras sintéticas. Carothers estava trabalhando para a duPont na época. A pesquisa de Carothers estava incompleta e não havia avançado na investigação do poliéster formado a partir da mistura de etilenoglicol e ácido tereftálico. Em 1928, o poliéster foi patenteado na Grã-Bretanha pela empresa International General Electric. O projeto de Carothers foi revivido pelos cientistas britânicos Whinfield e Dickson, que patentearam o politereftalato de polietileno (PET) ou PETE em 1941. O politereftalato de polietileno constitui a base para fibras sintéticas como Dacron, Terylene e poliéster. Em 1946, a duPont comprou todos os direitos legais da Imperial Chemical Industries (ICI).